# Eberhard Schenk zu Schweinsberg
Eberhard Freiherr Schenk zu Schweinsberg (* 4. Februar 1893 in Darmstadt; † 29. März 1990 in Wiesbaden) war ein deutscher Kunsthistoriker.

## Leben
Eberhard Schenk zu Schweinsberg war das jüngste Kind des Staatsarchivdirektors und Landeshistorikers Gustav Schenk zu Schweinsberg (1842–1922). Er studierte Kunstgeschichte, Archäologie und Geschichte in Darmstadt, München, Frankfurt, Berlin und Jena und wurde 1921 an der Universität Jena promoviert. 1919 wurde er Museumsassistent in Weimar, 1923 dort Kustos. Von 1929 bis 1934 war er Direktor der Städtischen Galerie in Wiesbaden sowie Leiter des Nassauischen Kunstvereins. Von 1934 bis 1946 war er Direktor der Herzoglichen Anstalten für Kunst und Wissenschaft in Gotha. 1948 kehrte er nach Wiesbaden zurück. 1951 bis 1960 war er als Kustos des Diözesanmuseums Limburg tätig. Er publizierte insbesondere zu Schlössern und zur Glaskunst.

## Veröffentlichungen (Auswahl)
- Die Illustrationen der Chronik von Flandern – Handschrift Nr 437 – der Stadtbibliothek zu Brügge und ihr Verhältnis zu Hans Memling (= Studien zur deutschen Kunstgeschichte. Heft 224). Heitz, Strassburg 1922 (Dissertation, archive.org).
- Verzeichnis der Radierungen von Georg Melchior Kraus. In: Jahrbuch der Sammlung Kippenberg. Band 7, 1927/28, ISSN 0448-133X, S. 277–302 (Digitalisat), Ergänzungen in: Jahrbuch der Sammlung Kippenberg. Band 10, 1935, S. 316–318 (Digitalisat).
- Georg Melchior Kraus. Weimar 1930 (= Schriften der Goethe-Gesellschaft. Band 43).
- Bischöfliches Diözesan-Museum, Limburg/Lahn. Limburg 1951.
- Rheingau und Taunus (Deutsche Lande, deutsche Kunst). Deutscher Kunstverlag, München/Berlin 1957.
- Schloss Homburg vor der Höhe. Amtlicher Führer. Deutscher Kunstverlag, München / Berlin 1959.
- Form und Schmuck des Hohlglases an Beispielen der Sammlung Schott (= Schott-Schriften 2). Jenaer Glaswerk Schott u. Gen., Mainz 1966.
- Bildnisgläser der Sammlung Heine in Karlsruhe. Ariel-Verlag, Frankfurt a. M. 1970.
- Schloss Wilhelmshöhe. Verwaltung der Staatlichen Schlösser und Gärten in Hessen, Bad Homburg von der Höhe 1974.
- Schloss Fasanerie vor Fulda (= Kleine Kunst- und Kirchenführer. Nr. 973). Schnell und Steiner, München / Zürich 1974.